# Alstom Coradia X3
Alstom Coradia X3 —  електропоїзд, що використовує Arlanda Express на залізниці між станцією Стокгольм-Центральний  та аеропортом Стокгольм-Арланда в Швеції. 
В 1998/99 роках Alstom побудувала сім ічотиривагонних потяги на своєму заводі Вошвуд-Гіт в Англії. 
 
Потяги є частиною серії Alstom Coradia і можуть розвивати швидкість до 200 км/год.

## Огляд
Потяги мають білу ліврею з жовтими кінцями і інтер’єр у скандинавському стилі. 
Потяги використовують колії стандартної ширини та живляться електрикою 15 кВ 16,7 Гц змінного струму. 
Через те що станції через які курсує потяг мають підвищенні платформи це дає можливість прямого доступу до поїздів без використання низької підлоги.